# Zelenik (priimek)
Zelenik je priimek več znanih Slovencev:
- Alenka Zelenik, arhitekturna bibliografka
- Franc Zelenik (1880—1976), knjigovodski strokovnjak
- Franc Zelenik (1933—1986), arhivist
- Jože Zelenik, šolnik-prof., narodni delavec, Šukljetov pomočnik
- Karel Zelenik (1892—1965),  filolog, univ. prof. v Skopju
- Ljubica Zelenik (1911—2002), baletna solistka, klavirska in baletna pedagoginja
- Marija Zelenik (r. Kump) (1905—1982), farmacevtka
- Marija Zelenik Blatnik (*1934), biokemičarka